# Cyrille Laventure
Pour les articles homonymes, voir Laventure.
Cyrille Laventure (né le 29 mars 1964 à Fort-de-France) est un athlète français, spécialiste des courses de fond.  

## Biographie
Il remporte la médaille de bronze par équipes lors des championnats du monde de cross-country 1988, à Auckland.
Il participe aux Jeux olympiques de 1988, à Séoul, où il atteint les demi-finales du 5 000 m.
En 1990, il établit un nouveau record de France du 3 000 m en 7 min 37 s 74.

### Palmarès
| Date | Compétition                            | Lieu     | Résultat | Épreuve     |
| ---- | -------------------------------------- | -------- | -------- | ----------- |
| 1988 | Championnats du monde de cross-country | Auckland | 3e       | Par équipes |

### Records
| Épreuve | Performance    | Lieu | Date |
| ------- | -------------- | ---- | ---- |
| 5 000 m | 13 min 18 s 29 |      | 1988 |